# Obligacions

## Concepte
Les obligacions consisteixen a donar, a fer o a no fer alguna cosa.
L'obligació jurídica sempre consisteix a establir una relació entre el deutor enfront del creditor, que és qui ostenta el dret d'exigir en el seu propi interès la conducta o prestació assumida pel deutor.

## Classes
Obligacions de fer.
a) Personalísimes que l'ha de complir just aquella persona amb qui s'ha contractat.
b) Personals en la que és indiferent qui la compleixi; només importa que s'executi.
Obligacions de no fer que consisteix a abstenir-se de fer quelcom o suportar allò que d'altra manera no suportaria.
Obligacions de donar en la que es transmet la propietat o la possessió.

## Regulació legal
És regulat en els articles 1088 i següents del Codi Civil quant al dret comú i, properament, estarà regulat en el Llibre sisè del Codi Civil de Catalunya.